# Iset Tower
L'Iset Tower est un gratte-ciel résidentiel à Iekaterinbourg. Les travaux ont débuté en 2010 et se sont achevés en 2015. L'immeuble mesure  209 mètres pour 52 étages et compte 225 appartements.